# Louis-Joseph Maurin
Louis-Joseph Maurin, francoski rimskokatoliški duhovnik, škof in kardinal, * 15. februar 1859, La-Ciotat, † 16. november 1936, Lyon.

## Življenjepis
8. aprila 1882 je prejel duhovniško posvečenje.
1. septembra 1911 je bil imenovan za škofa Grenobla; 24. oktobra istega leta je prejel škofovsko posvečenje.
1. decembra 1916 je bil imenovan za nadškofa Lyona. 4. decembra istega leta je bil povzdignjen v kardinala in imenovan za kardinal-duhovnika SS. Trinità al Monte Pincio.
Med 26. novembrom 1918 in 27. aprilom 1919 je bil apostolski administator Langresa.